# Joe Thomas (actor)
Joseph Owen Thomas (nacido el 28 de octubre de 1983) es un actor y comediante inglés. Interpretó a Simon Cooper en la comedia de E4 The Inbetweeners (2008-2010) y sus dos adaptaciones cinematográficas, The Inbetweeners Movie (2011) y The Inbetweeners 2 (2014).
Después de que The Inbetweeners concluyó, Thomas permaneció conectado a Channel 4, uniéndose al elenco de la serie de comedia dramática Fresh Meat en 2011, interpretando el papel de Kingsley Owen hasta 2016. Se reunió con su colega de The Inbetweeners, James Buckley, cuando ambos se unieron al elenco de la comedia White Gold de BBC Two, con Thomas interpretando el papel de Martin Lavender. En 2018 protagonizó la película de comedia The Festival.

## Primeros años y educación
Nacido en Chelmsford, Essex, como el primero de cuatro hijos, Thomas asistió a la escuela secundaria King Edward VI en Chelmsford antes de leer Historia en Pembroke College, Cambridge. En Cambridge, Thomas fue miembro de Footlights, junto con su futuro coprotagonista de Inbetweeners, Simon Bird. Bird y Thomas se desempeñaron como presidente y secretario de Footlights, respectivamente, en 2005-2006. Sobre su educación, afirma: "Nunca me recuperé del hecho de que a los profesores no se les pagaba para que fueran amables conmigo. O que ya no ocurriera lo del palo y la zanahoria que pasó en la escuela. Si lo haces bastante bien, a nadie le molesta; Y si realmente la cagas, a nadie le molesta. Tiene que ser tuyo y me distraje fácilmente". Sin embargo, Thomas se graduó con una licenciatura 2:1 en Historia en 2006.
Después de graduarse, Thomas compartió brevemente un piso con Bird y su compañero graduado de Pembroke y exalumno de Footlights, Jonny Sweet.

## Carrera
Después de ingresar a las artes escénicas a través de Footlights, Thomas actuó con otros estudiantes de la Universidad de Cambridge en el Festival Fringe de Edimburgo en una producción de A buen fin no hay mal principio dirigida por el autor Duncan Barrett. Después de graduarse de la universidad, Thomas se dedicó a actuar profesionalmente y sus padres aceptaron y no se avergüenzan de su elección de carrera.
Thomas está en un acto doble junto con Sweet, y han presentado su espectáculo, The Jonny and Joe Show, en el Festival Fringe de Edimburgo.
La gran oportunidad de Thomas en la televisión fue su papel de Simon Cooper en The Inbetweeners, que fue tan popular que generó dos largometrajes, The Inbetdweeners Movie y The Inbetweeners 2. Junto con Bird y su compañera de escritura Sweet, escribió Chickens, un sketch satírico sobre tres objetores de conciencia durante la Primera Guerra Mundial. Se transmitió como parte del Comedy Showcase de Channel 4 en 2011. En 2012, Sky One lo adquirió y encargó una serie completa de seis episodios; el rodaje comenzó a finales de 2012 y debutó en agosto de 2013.
Después de esto, Thomas protagonizó la comedia estudiantil Fresh Meat como Kingsley Owen e interpretó a un profesor de matemáticas en el primer episodio de la segunda temporada de Threesome. En 2017, Thomas comenzó a protagonizar la comedia White Gold, junto con su otro coprotagonista de The Inbetweeners, James Buckley.
En 2018, Thomas comenzó a trabajar en Proposal, una serie de radio de comedia anunciada como parte de la "quincena divertida" de primavera de BBC Radio 2, en la que interpreta a Jamie, un hombre que se prepara para proponerle matrimonio a su novia Lucy (Pearl Mackie).

## Vida personal
A partir de 2017, Thomas reside en Barbican Estate, Londres, con su prometida Hannah Tointon. En octubre de 2022 anunciaron el nacimiento de su primer hijo, una niña. Es partidario del Tottenham Hotspur y tiene un trastorno del espectro autista.

## Filmografía

### Películas
| Año  | Título                 | Papel        | Notas        |
| ---- | ---------------------- | ------------ | ------------ |
| 2011 | The Inbetweeners Movie | Simon Cooper |              |
| 2011 | A Trick of the Light   | Joe (voz)    | Cortometraje |
| 2012 | Straw Donkey           | Tom          | Cortometraje |
| 2014 | The Inbetweeners 2     | Simon Cooper |              |
| 2015 | Scottish Mussel        | Danny        |              |
| 2016 | The Darkest Universe   | Toby         |              |
| 2018 | The Festival           | Nick Taylor  |              |
| 2022 | We Are Not Alone       | Greggs       |              |
| 2023 | Momias (película)      | Thut (voz)   |              |

### Televisión
| Año       | Título                                     | Papel                  | Notas                                                         |
| --------- | ------------------------------------------ | ---------------------- | ------------------------------------------------------------- |
| 2008–2010 | The Inbetweeners                           | Simon Cooper           | 18 episodios                                                  |
| 2011–2016 | Fresh Meat                                 | Kingsley               | 30 episodios                                                  |
| 2011      | Comedy Showcase                            | George                 | Episodio: "Chickens"                                          |
| 2012      | Threesome                                  | Profesor               | Episodio: "Back to School"                                    |
| 2013      | Chickens                                   | George                 | 6 episodios; también creador y escritor                       |
| 2017–2019 | White Gold                                 | Martin Lavender        | 12 episodios; también escritor de la temporada 2, episodio 2. |
| 2019      | The Inbetweeners: Fwends Reunited          | Él mismo               | Especial                                                      |
| 2019      | Taskmaster                                 | Él mismo (concursante) | Serie 8                                                       |
| 2021      | Richard Osman's House of Games             | Él mismo (concursante) | Serie 5, semana 3                                             |
| 2022      | Would I Lie To You?                        | Él mismo (invitado)    | 1 episodio                                                    |
| 2022      | Hobby Man                                  | Él mismo (invitado)    | 1 episodio                                                    |
| 2023      | Great British Bake Off: Stand up to Cancer | Él mismo (invitado)    | 1 episodio; Star Baker                                        |
| 2023      | Maternal                                   | Matt Malyon            | Drama de ITV                                                  |